# 品任納區

品任納區在堪察加邊疆區的位置

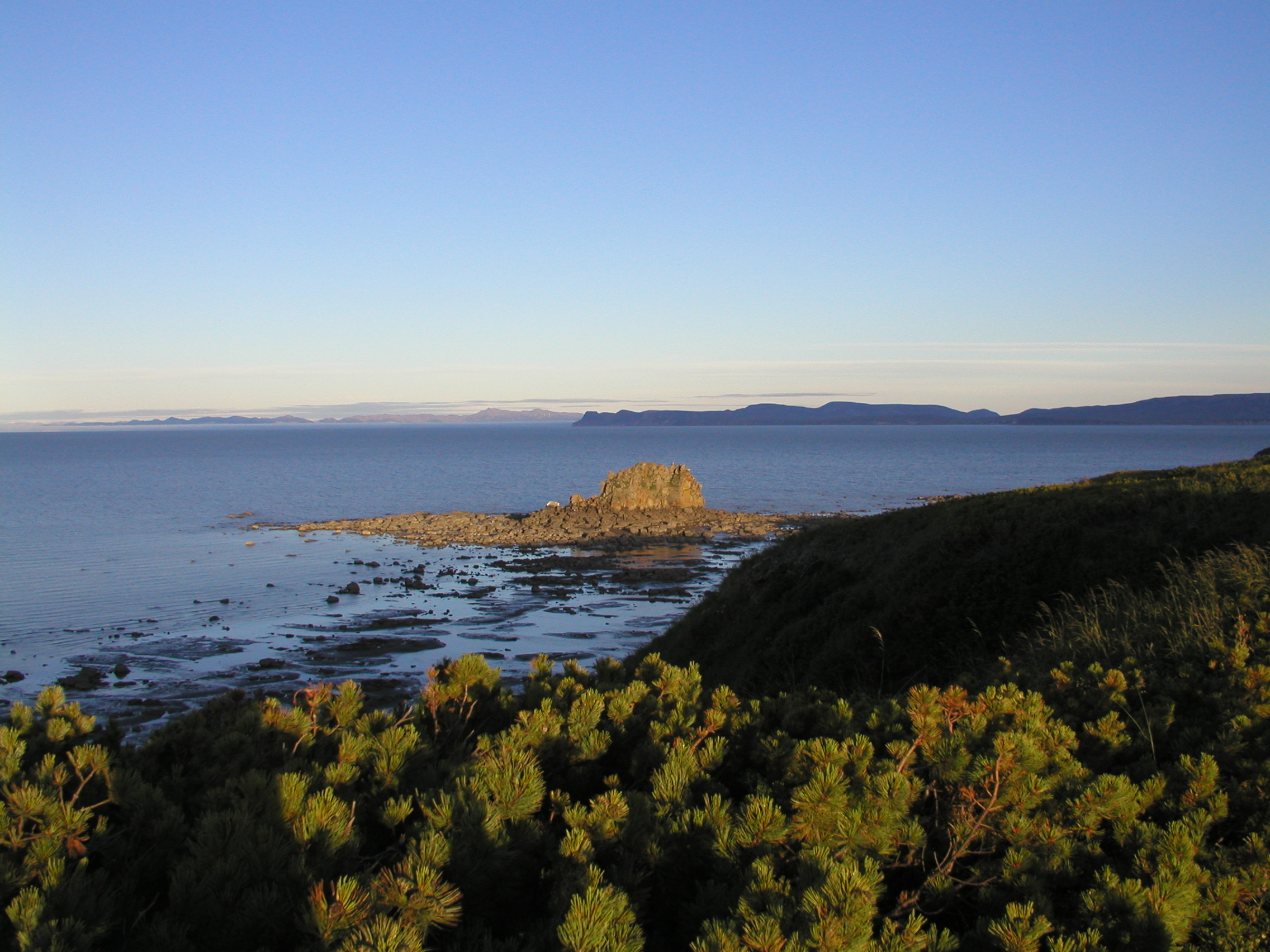

63°N 167°E / 63°N 167°E
品任納區（俄语：Пенжинский район）是俄羅斯堪察加邊疆區科里亞克區下轄的一個區，位於該國遠東地區，面積116,086平方公里，行政中心為卡緬斯科耶。2010年人口2,340，人口密度每平方公里0.02人。